# Mecopisthes rhomboidalis
Mecopisthes rhomboidalis là một loài nhện trong họ Linyphiidae.
Loài này thuộc chi Mecopisthes. Mecopisthes rhomboidalis được miêu tả năm 1993 bởi Gao, Zhu & Gao.